# Santos Michelena
Santos Michelena (Maracay, 1º novembre 1797 – Caracas, 12 marzo 1848) è stato un politico e diplomatico venezuelano.
Sostenitore della dottrina di José Antonio Páez, fu il suo vicepresidente fino a quando non gli subentrò come presidente del Venezuela il 20 gennaio 1843. La fine del mandato di Páez consentì a Michelena di governare per appena sei giorni, il tempo che il parlamento della repubblica sudamericana potesse organizzarsi per le nuove elezioni. Tra i tre candidati, Michelena, Carlos Soublette e Diego Bautista Urbaneja, il Congreso scelse Soublette, stretto collaboratore di Páez.
Il periodo in cui Michelena fu presidente del Venezuela è detto Periodo presidenziale provvisorio.